# Friedrich-Karl Winkler
Friedrich-Karl Winkler (* 9. November 1925 in Großbreitenbach; † 18. Juli 1994) war ein deutscher Jurist, Hochschullehrer und Rechtsanwalt.

## Leben und Wirken
Er wurde als Sohn des kaufmännischen Angestellten Kurt Winkler und dessen Ehefrau Hertha Winkler in einem damaligen kommunal selbständigen Höhenluftkurort Thüringens etwa 15 Kilometer südöstlich von Ilmenau geboren. Nach dem Besuch der Volksschule von 1932 bis 1936 in seinem Geburtsort setzte er die schulische Ausbildung an der Goetheschule Ilmenau, einem zeitweiligen Reformrealgymnasium fort. Kriegsbedingt beendete er im Mai 1943 die Oberschule nur mit dem Reifemerk.
Er wurde zum Reichsarbeitsdienst und anschließend ab Oktober 1943 zur Wehrmacht einberufen. Nach Ende des Zweiten Weltkrieges wurde Winkler noch kurz bis zum 18. Mai 1945 in Kriegsgefangenschaft gehalten. Sein Geburtsort blieb im Zweiten Weltkrieg vor Zerstörungen bewahrt. Die thüringische Stadt wurde am 11. April 1945 an vorrückende US-Truppen kampflos übergeben, bevor sie zur sowjetischen Besatzungszone kam. Am 1. November 1945 trat der nahezu zwanzigjährige Winklerin die KPD ein und wurde nach der Zwangsvereinigung von SPD und KPD zur SED Mitglied der neuen Partei.

### Jura-Studium an Universität Jena
Ab Oktober 1945 nahm die Universität Jena den Lehrbetrieb wieder auf und Winkler besuchte ihre Vorstudienschule, um ein allgemein anerkanntes Abiturzeugnis zu erlangen. Danach konnte er das Jurastudium an der Universität Jena aufnehmen. Nach dem rechtswissenschaftlichen Hochschulstudium legte er die erste juristische Staatsprüfung 1949 ab und zwar vor dem Justizprüfungsamt bei dem damaligen Thüringer Oberlandesgericht in Gera.

### Referendar und Richter
Anschließend nahm er die obligatorische Referendartätigkeit auf, die 1953 im DDR-Ministerium der Justiz mit einer Abschlussprüfung in Berlin beendet wurde. Während der praktischen Ausbildung war er u. a. in der Staatsanwaltschaft beim Amtsgericht Rudolstadt ab Januar 1951 als Hilfsstaatsanwalt eingesetzt und zudem als Richter kraft Auftrags (RkA) tätig. Nach der Referendar-Abschlussprüfung in Berlin wurde Winkler vom Minister der Justiz, Max Fechner, am 15. Januar 1953 zum Richter ernannt und er arbeitete an den Kreisgerichten Ilmenau und Suhl.

### Assistent an Juristenfakultät in Leipzig
Mitte März 1954 wurde er an der Universität Leipzig als Assistent angestellt. In Babelsberg, an dem damaligen Deutschen Institut für Rechtswissenschaft nahm er an einem Lehrgang über Prozessrecht bis Ende Juli 1954 teil. Mit Beginn des Studienjahres 1954/55 wechselte er an die Martin-Luther-Universität Halle-Wittenberg.

### Hochschullehrer der Universität Halle
Als Oberassistent und Lehrbeauftragter am Institut für Zivilrecht, Direktor Hans Hartwig (1894–1960), der Universität Halle hielt er Vorlesungen auf dem Gebiet Zivilprozessrecht. Mit der Wahrnehmung einer Dozentur für Zivilprozess und Zwangsvollstreckung wurde er an der Universität Halle ab Mai 1955 betraut.

### Verfolgter wegen Mitwisserschaft
Er wurde am 23. Januar 1956 in Halle (Saale) verhaftet, jedoch am 29. April desselben Jahres aus der Haft wieder entlassen. Ihm wurde Mitwisserschaft „während seiner Tätigkeit am Kreisgericht in Ilmenau“ von einem beabsichtigten „ungesetzlichen Grenzübertritt“ eines mit ihm befreundeten Richters, der Mitglied der LDPD war, nachträglich vorgeworfen.
Im Einzelnen wurde Winkler beschuldigt, dass er die „staatsfeindliche Tätigkeit“ eines mit ihm befreundeten Richters und Mitglieds der Blockpartei LDPD „nicht angezeigt hatte“. Der Richter hatte sich vergeblich um eine Entpflichtung aus dem DDR-Justizdienst am Kreisgericht Ilmenau aus politischen Gründen bemüht, um wieder in seinem früheren Beruf als Techniker arbeiten zu können. Als dessen Gesuch erfolglos blieb, bereitete er die Flucht vor, was von liberalen DDR-Rechtswissenschaftlern mit „nach dem Westen verschwinden“ umschrieben wurde.
Winkler beging in der „Untersuchungshaft einen Selbstmordversuch“. Der Berliner Rechtswissenschaftler und Fachautor Hans Nathan, an dessen in Vorbereitung befindlichen Zivilrechtslehrbuch Winkler mitwirkte, setzte sich für die Freilassung laut einem Vermerk vom 19. April 1956 der DDR-Generalstaatanwaltschaft bei dem Ersten Sekretär des ZK der SED, Walter Ulbricht, ein. Die Bezirksverwaltung Suhl des MfS ließ den Inhaftierten am 29. April 1956 wieder frei, zwang ihn jedoch zur Mitarbeit als „Geheimen Informator (GI)“. Er durfte danach seine Arbeit an der Universität Halle fortsetzen.

### Mitautor von Kritik an Jenaer Doktorarbeit
In der Folgezeit entwickelte er sich zu einem „überzeugten Genossen Rechtswissenschaftler“. Das kam insbesondere in seiner Haltung zum Inhalt der juristischen Ausbildung und Forschung an den Rechtsfakultäten der Universitäten in der DDR zum Ausdruck. In Übereinstimmung mit der SED-Politik zur Hochschulentwicklung übte er vor allem „Kritik an der Arbeit der Rechtswissenschaftlichen Fakultät der Friedrich-Schiller-Universität Jena“, an der er selbst studiert hatte.
In dem von Winkler mitverfassten Beitrag wurde behauptet, die Jenaer Juristenfakultät würde bei der Annahme von Doktorarbeiten die in der DDR geltenden Grundsätze für wissenschaftliche Leistungen nicht ausreichend beachten. In der scharfen Kritik wurde Bezug genommen auf die Präambel der „Verordnung über die Verleihung von wissenschaftlicher Grade“ aus dem Jahre 1956 und Ausführungen des damaligen Ersten Sekretärs des Zentralkomitees der SED, Walter Ulbricht, zu Hochschulfragen. Im Einzelnen wurde am Beispiel einer juristischen Dissertation aus dem Jahre 1956 bemängelt, dass der Doktorand es nicht für notwendig gehalten hatte, das Oberste Gericht der DDR „zu erwähnen, geschweige denn eine Entscheidung des Obersten Gerichts auf dem Gebiet des Prozeßvergleichs in seiner Arbeit zu behandeln“. Besonders wurde die Nichtheranziehung von Werken „der Klassiker des Marxismus-Leninismus“ im Literaturverzeichnis getadelt und dabei die „Verarbeitung ausschließlich bürgerlicher Literatur“ negativ bewertet. Überdies hätten die Gutachter der Universität Jena die Annahme der Doktorarbeit empfohlen, obwohl der Verfasser „den Rechtszustand im faschistischen Deutschland bzw. im derzeitigen Westdeutschland“ – und nicht die Rechtslage in der DDR – ausführlich behandelt hätte. Winkler und der Mitverfasser brachten in ihrer herabwürdigenden Kritik das Argument, dass die Jenaer Doktorarbeit „völlig auf der bürgerlich-imperialistischen Rechtstheorie basieren“ würde. Winkler und sein Mitautor vermieden es jedoch, namentlich den Dekan sowie die auf dem Titelblatt der Doktorarbeit ausgewiesenen Gutachter Juristischen Fakultät der Universität Jena zu nennen. Laut Innentitel der Promotionsschrift waren es Hübner, Professor für Staats- und Rechtstheorie und Völkerrecht, und Steffen, Professor für Zivilrecht sowie Buchda, Professor mit „Lehrstuhl für deutsches bürgerliches und Handelsrecht und für deutsche Rechtsgeschichte“.
Die von Winkler vorgetragene und veröffentlichte Kritik mündete in der Forderung: „Man muss erwarten, dass eine von der Rechtswissenschaftlichen Fakultät in Jena angenommenen Dissertation unser in der Deutschen Demokratischen Republik geltendes Recht darstellt.“ Die SED-Parteileitung der Jenaer Juristenfakultät hatte vor der Veröffentlichung der Kritik in der Neuen Justiz den „Rat der Fakultät“ aufgefordert, „seine Arbeitsweise zu überprüfen“. Der Dekan der Jenenser Juristenfakultät, Arno Hübner, sah sich im August 1958 veranlasst, zu erklären, dass ihm von „Maßregelungen durch Partei oder Dienststellen der DDR wegen irgendwelcher Handlungen“ gegenüber seiner Person „nichts bekannt“ sei. Seine Erklärung wurde zusammen mit einer von Professoren der DDR kritisierten „Empfehlung der 39. Rektoren-Konferenz“ publiziert, die Einladung der zur Teilnahme an der 400-Jahrfeier der Friedrich-Schiller-Universität Jena aus politischen Gründen nicht nachzukommen. Dekan Arno Hübner begründete seine Abwesenheit vom Dienst seit Juni 1958 mit einer notwendigen ärztlichen Behandlung und Rekonvaleszenz. Er werde nach dem „Erholungsurlaub“ die „Amtsgeschäfte wieder übernehmen“.
Im Gegensatz zu den beteiligten Jenaer Hochschullehrern wurde der Promovierte mit seinem Namen und Beruf genannt. Der Verfasser der Dissertation Die Unwirksamkeit des Prozeßvergleichs und ihre Geltendmachung war ein ehemaliger Kommilitone von Winkler und hatte von 1946 bis 1949 ebenfalls an der Rechtswissenschaftlichen Fakultät an der Universität Jura studiert. „Dozent Friedrich-Karl Winkler“ hatte zum Zeitpunkt der 1958 erschienenen Kritik noch nicht promoviert. Der 1966 promovierte Leipziger Wirtschaftsjurist Gerhardt Hiller konnte trotz der Kritik an seiner Doktorarbeit die berufliche Karriere unbeschadet weiter fortsetzen.
Angehörige des Lehrkörpers der halleschen Juristenfakultät schätzten Winklers an den Tag gelegtes Verhalten als intrigenhaft ein und stellten später einen Zusammenhang mit der bekannt gewordenen Tätigkeit als „Spitzel des Ministeriums für Staatssicherheit“ her. Ironisch wurde von dem betroffenen wissenschaftlichen Fakultätsmitarbeiter in seinen Erinnerungen weiter formuliert: „Friedrich-Karl Winkler habe ich es zu verdanken, dass er mich vom Zivilrechtsinstitut los eiste“. Der Betroffene wurde zuvor bei seinen zivilprozessrechtlichen Forschungen als wissenschaftlicher Mitarbeiter und Doktorand durch Winkler gefördert. Beispielsweise verfasste dieser im Zivilprozess erfahrene Mitarbeiter zusammen mit Winkler im Jahre 1965 gemeinsam Vorschläge zur Neuregelung des Kostenrechts im erstinstanzlichen Zivilverfahren. Winkler selbst wurde „Erster Gutachter“ bei der von ihm betreuten Dissertation Zur Neugestaltung der Kostenregelung für das erstinstanzliche Zivilverfahren in der künftigen Zivilprozeßordnung der Deutschen Demokratischen Republik des wissenschaftlichen Mitarbeiters Hans-Joachim Schubert.
Als „beauftragter Dozent am Institut für Zivilrecht der Martin-Luther-Universität Halle-Wittenberg“ veröffentlichte Winkler zuvor im Jahre 1959 die Ergebnisse seiner rechtsvergleichenden Untersuchungen zum Zivilprozessrecht der damaligen Volksrepubliken Tschechoslowakei, Ungarn und Bulgarien.

### Leitung des Rechtsgebiets Zivilrecht
Mitte der 1960er Jahre wurde Winkler die Leitung einer neu geschaffenen „Abteilung Zivilrecht“ im Institut für Zivilrecht übertragen und dieses Institut um das Fachgebiet Wirtschaftsrecht unter dem bisherigen „Kommissarischen Direktor“ des Instituts, Dornberger, erweitert.
Winkler schrieb zuvor an einer Doktorarbeit mit dem Titel Die Gerichte als Glieder der Arbeiter und Bauernmacht der Deutschen Demokratischen Republik und ihre Aufgaben in der Zivilrechtsprechung nach geltendem Recht unter dem Dekanat von John Lekschas. Die Dissertation verteidigte er erfolgreich am 28. April 1961. Gutachter waren die Hallenser Rechtswissenschaftler Dornberger und Poppe. Die Bearbeitung des Themas wurde vorgegeben durch den „Forschungsplan der Sektion Zivilrecht der Deutschen Akademie für Staats- und Rechtswissenschaft „Walter Ulbricht“ Potsdam-Babelsberg für die Jahre 1960/61“. Fünf Jahre später habilitierte er unter dem Dekanat von Willi Büchner-Uhder mit dem Thema Grundsätze der Typisierung zivilrechtlicher Verträge. Dargestellt am Beispiel der Dienstleistungsvertrages. Gutachter waren hier der Rechtswissenschaftler auf dem Gebiete des Urheberrechtes Heinz Püschel und der damalige Dozent sowie neue Direktor des Instituts für Wirtschafts- und Zivilrecht Rolf Schüsseler. Bei seinen praktischen Beispielen aus der Stadt Halle (Saale) bezog sich Winkler u. a. auf Veröffentlichungen in der Liberal-Demokratischen Zeitung seines damaligen Wirkungs- und Wohnortes.
Winkler wurde in die alphabetisch geordnete „Übersicht der Professoren an der hallischen Alma Mater in den Jahren 1945 — 1968“ aufgenommen. Im „Personal- und Vorlesungsverzeichnis, Studienjahr 1968/69“ wurde „Winkler, Friedrich-Karl, Dr. jur.“ unter den insgesamt vier an der damaligen Juristenfakultät tätigen „Dozenten“ mit dem Fachgebiet „Zivilrecht“ und der Wohnanschrift in „Halle (S.), Wackenroderstraße 20“, aufgeführt zuvor „Am Kirchtor 27“. Der Hallenser Zeitgenosse, Hans-Joachim Schubert, erinnerte sich daran, dass Friedrich-Karl Winkler „den Aufstieg in den Kreis der Professoren“  als einer von wenigen anderen befähigten wissenschaftlichen Mitarbeiter schaffte.
Nach dem Weggang des „Kommissarischen Direktors“ des Instituts für Zivilrecht, Gerhard Dornberger, der zudem Prodekan der Juristenfakultät war, an die Universität Berlin wurde nicht Zivilrechts-Dozent Winkler dessen Nachfolger im Amt des Institutsdirektors, sondern Rolf Schüsseler. Dieser kam aus dem Institut für Staats- und Rechtstheorie und war dort „mit der Wahrnehmung einer Dozentur beauftragt (m. d. W. e. D. b.)“. Er erhielt den vollen Status als „Dozent“ wie auch Winkler und wurde im Gegensatz zu diesem zum „Professor“ sowie Direktor des Instituts für Zivilrecht ernannt. Nach den personellen Veränderungen gehörten 1968 zum Institut für Zivilrecht: Rolf Schüsseler, Direktor; Friedrich-Karl Winkler, Dozent, und die wissenschaftlichen Mitarbeiter sowie Lehrbeauftragten Herbert Fiedler (1929–2022), Willi Linden, Karl Lies (1918–2005) und Hans Richter.
Zu Winklers Aufgaben zählte die Bewertung von Doktorarbeiten zu zivilrechtlichen Themen. Beispielsweise war er 1968 zusammen mit dem Rostocker Professor auf dem Gebiet des Seerechts, Jörgen Haalck, Gutachter der Dissertation „Zur künftigen Gestaltung der außervertraglichen Verantwortlichkeit und der Haftungsbeschränkung der Schifffahrtsunternehmen im Seerecht der DDR unter Berücksichtigung internationaler Entwicklungstendenzen“ von Norbert Trotz, einem wissenschaftlichen Mitarbeiter am damaligen Institut des Seeverkehrs und der Hafenwirtschaft in Rostock.
Im Zuge der dritten DDR-Hochschulreform übernahm Winkler zusätzlich das Amt als Stellvertreter des Direktors der Sektion Staats- und Rechtswissenschaft für Erziehung und Ausbildung. Im Frühjahrssemester 1969/70 vermittelte der Zivilrechtler den Studierenden des 4. Studienjahres Fachkenntnisse im „Bürgerlichen Handels- und Gesellschaftsrecht“ auf der Grundlage des am 1. Januar 1900 in Kraft getretenen, mehrfach geänderten Handelsgesetzbuches (HGB), das damals vor allem in der DDR für den (innerdeutschen) Handel mit der Bundesrepublik und umgekehrt Bedeutung hatte. Auf dem Zeugnis-Formular der Hauptprüfung der Universität Halle wurde dieses Rechtsgebiet als „Bürgerliches Handels- und Gesellschaftsrecht“ bezeichnet und blieb unbenotet.

### Rechtsanwalt in Leipzig
Im Jahre 1970 verließ er die Universität Halle, um sich beruflich in der Messestadt Leipzig als Jurist neu zu orientieren. Im September desselben Jahres trat er als Anwalt in das Leipziger Kollegium der Rechtsanwälte in Leipzig ein. Die Stasi erfasste Winkler in ihren Unterlagen bis zu seinem Wechsel von der Universität Halle zum Kollegium der Rechtsanwälte in Leipzig. Nach der Einheit Deutschlands war Winkler Mitglied in der Rechtsanwaltskammer Sachsen mit Sitz in Dresden. Er besaß eine eigene Kanzlei in Leipzig.

### Diskussionsredner bei der Deutschen Sektion der Internationalen Juristen-Kommission
Im vereinten Deutschland nahm Winkler an der Jahrestagung der Deutschen Sektion der Internationalen Juristen-Kommission vom 16. bis zum 18. November 1990 in Bensberg in der Nähe von Köln teil. Dort wurde er als einer der Referenten und habilitierter Jurist sowie Rechtsanwalt aus Halle (Saale) vorgestellt. Zu dieser Zeit war er zugelassener Rechtsanwalt für Privatrecht mit eigener Kanzlei in Leipzig im Stadtteil Schönefeld-Ost.
Zusammen mit Ronald Brachmann, Paul Kirchhof Eckart Klein Manfred Mohr und Hilmar Raeschke-Kessler lieferte er auf der Jahrestagung einen Beitrag „aus der Sicht des empirischen Betrachters“. Seine Eingangsthese lautete „Werden und Vergehen der vormaligen DDR“ beruhen „letztlich auf der Negation des Privateigentums“. Nach einem historischen Abriss der Enteignungen vor und nach 1949, dem Jahr der Gründung der DDR, widmete er sich der „Eigentumsordnung zur Zeit der Wende“ und schließlich der „marktwirtschaftlichen Umgestaltung“. Zum Schluss entließ er die Zuhörenden seines Beitrags mit der Frage, „warum die bundesdeutsche Privatrechtsordnung erst mit Abschluss des Einigungsvertrages in der vormaligen DDR Platz griff und nicht bereits mit dem Vertrag über die Währungs-, Wirtschafts- und Sozialunion.“

## Kanzleiabwicklung
Nach seinem Tod im Juli 1994 wurde die Kanzlei Winkler, Friedrich-Karl, Dr. jur. habil. Rechtsanwalt mit den noch offenen Mandaten durch einen von der zuständigen RAK Sachsen in Dresden beauftragten Rechtsanwalt innerhalb von zwei Jahren abgewickelt. Der Kanzleiabwickler war in Leipzig geschäftsansässig.

## Aufnahme in Kürschners Deutscher Gelehrten-Kalender
Winkler wurde in Kürschners Deutscher Gelehrten-Kalender aufgenommen:
- 1970, 11. Ausgabe: Winkler, Friedrich-Karl, Dr. jur., UDoz.; ... Zivilrecht.[40] und
- 1976 12. Ausgabe: Kürschners Deutscher Gelehrten-Kalender[41] mit nachträglicher Erweiterung um das Fachgebiet Zivilprozeßrecht (DDR), was nur bis 1970 zutraf. Ab September 1970 arbeitete Winkler hauptberuflich nicht mehr als Dozent für Zivilrecht und Zivilprozessrecht in Halle (Saale), sondern bereits als Rechtsanwalt in Leipzig.[3]

## Familienname
Der oberdeutsche und mitteldeutsche Familienname Winkler wird von einer Wohnstätte im Winkel hergeleitet. Winkler wurde auch zuweilen ein Krämer genannt, der einen sogenannten Winkelladen besaß. In Großbreitenbach wohnten in den 1920er Jahren mehrere Winklers: Prokurist Kurt Winkler, der Vater von Friedrich-Karl Winkler; die Schuhmacher Friedrich Winkler sowie Alfred Winkler und der Glasbläser Oswald Winkler.

## Veröffentlichungen (Auswahl)
Zu Winklers Veröffentlichungen gehören:
- Die Klassifizierung der Rechtszweige und ihre Bedeutung für die Rechtsanwendung. In: Wissenschaftliche Zeitschrift der Martin-Luther-Universität Halle-Wittenberg. Gesellschafts- und Sprachwissenschaftliche Reihe, Jahrgang 7, 1957/58 Nr. 4, S. 793–796.
- Die Klage aus 826 BGB. In: Hans Nathan u. a.: Das Zivilprozessrecht der Deutschen Demokratischen Republik; Bd. 2, Berlin (Ost) 1958, S. 266–268, DNB 455830746.
- Zur Pfändung von Bankguthaben. Mitwirkender Prof. Dr. Hans Hartwig (1894–1960), Institut für Zivilrecht an der Martin-Luther-Universität Halle-Wittenberg In: Neue Justiz, Nr. 24/1958, S. 850 f.
- Die Grundzüge des Zivilprozeßrechts der Tschechoslowakischen Republik und der Volksrepublik Ungarn und Bulgarien. In: Neue Justiz, Nr. 21/1959, S. 730–734 u. Schluss in Neue Justiz, Nr. 23/1959, S. 797–799.
- Neue Aufgaben auf dem Gebiet des Zivilprozeßrechts. In: Staat und Recht, 1959, S. 925.
- Zu den gesellschaftlichen Grundlagen und Aufgaben des einheitlichen Zivilrechts der DDR, Mitautoren: Herbert Fiedler und Hans-Joachim Schubert In: Staat und Recht, 1963, S. 137–153.
- Das Zivilprozeßrecht der DDR. Teil: Heft 5. / Abschnitt 13. Die Prozeßkosten von (Friedrich-) Karl Winkler (und andere Autoren) [Lehrhefte für das Fernstudium bzw. Lehrmaterial für das juristische Fernstudium]. Berlin 1964, DNB 368751759.
- Zu einigen theoretischen Grundfragen der sozialistischen Rechtspflege und ihrer Entwicklung unter den Bedingungen des umfassenden Aufbaus des Sozialismus, Mitautoren: Rudolf Herrmann / Rolf Schüsseler In: Staat und Recht, 1964, S. 1044–1068.
- Vorschläge zur Neuregelung des Kostenrechts im erstinstanzlichen Zivilverfahren, Mitautor: Hans-Joachim Schubert In: Neue Justiz, Nr. 7/1965, S. 206–210.
- Zur Regelung der Dienstleistungsverträge im ZGB. In: Neue Justiz, Nr. 19/1965, S. 610–613.
- Zum Verhältnis zwischen dem Vertragsgesetz und dem künftigen Zivilgesetzbuch. In: Wissenschaftliche Zeitschrift der Martin-Luther-Universität Halle-Wittenberg. Gesellschafts- und Sprachwissenschaftliche Reihe, Jahrgang 15, 1966, Heft 6, S. 773–778.
- Die Bildung, Zuständigkeit und Arbeitsweise der gesellschaftlichen Rechtspflegeorgane. In: Das Zivilprozeßrecht der Deutschen Demokratischen Republik. / [Hrsg. von] Humboldt-Universität zu Berlin, Sektion Rechtswissenschaft, Abt. Weiterbildung und Fernstudium, 3., über- u. neuausgearbeitete Auflage. Berlin 1970.
- Wirtschaftliche Perspektiven der Wiedervereinigung, insbesondere Eigentumsstruktur in der DDR und deren marktwirtschaftliche Umgestaltung. In: Deutsche Sektion der Internationalen Juristen-Kommission (Hrsg.): Die Wiedervereinigung und damit zusammenhängende Rechtsprobleme. Jahrestagung vom 16. bis 18. November 1990 in Bensberg. C. F. Müller Juristischer Verlag, Heidelberg 1991, ISBN 3-8114-4091-8, S. 99–116.